# T. J. Hileman
T. J. (Tomar Jacob) Hileman (né en 1882 à Manor Township (comté d'Armstrong, Pennsylvanie) et mort en 1945) est un photographe américain reconnu pour ses œuvres du parc national de Glacier et du peuple autochtone Pieds-Noirs.
Après avoir gradué de l'Effingham School of Photography (en) de Chicago et avoir travaillé un temps dans cette ville, il déménage au Colorado, où il développe son art. En 1911, Hileman déménage à Kalispell afin d'y ouvrir un studio spécialisé pour le portrait. 
En 1913, Alice Georgeson et lui deviennent le premier couple à se marier au parc national de Glacier.
Nommé photographe officiel de la Great Northern Railway en 1924, Hileman photographie le parc national de Glacier et le parc national des Lacs-Waterton en Alberta, Canada. Il y capture également des images de l'hôtel Prince of Wales de Waterton.
En 1926, Hileman ouvre un laboratoire de développement photographique au Glacier Park Lodge et au Many Glacier Hotel.

## Héritage
En 1985, la Glacier Natural History Association achète les droits d'environ un millier de négatifs d'Hileman, qui sont ajoutés aux albums déjà existants de celui, qui contiennent déjà environ 2 000 œuvres. 107 de celles-ci sont achetées par le musée Glenbow, au Canada, afin d'être ajoutées à sa collection relatant l'histoire des Pieds-Noirs. Ces images sont particulièrement utiles pour les chercheurs, leur permettant, notamment, de documenter des exemples de vêtements, coiffures, ornements et habitations de Gens-du-Sang et Pikunis.

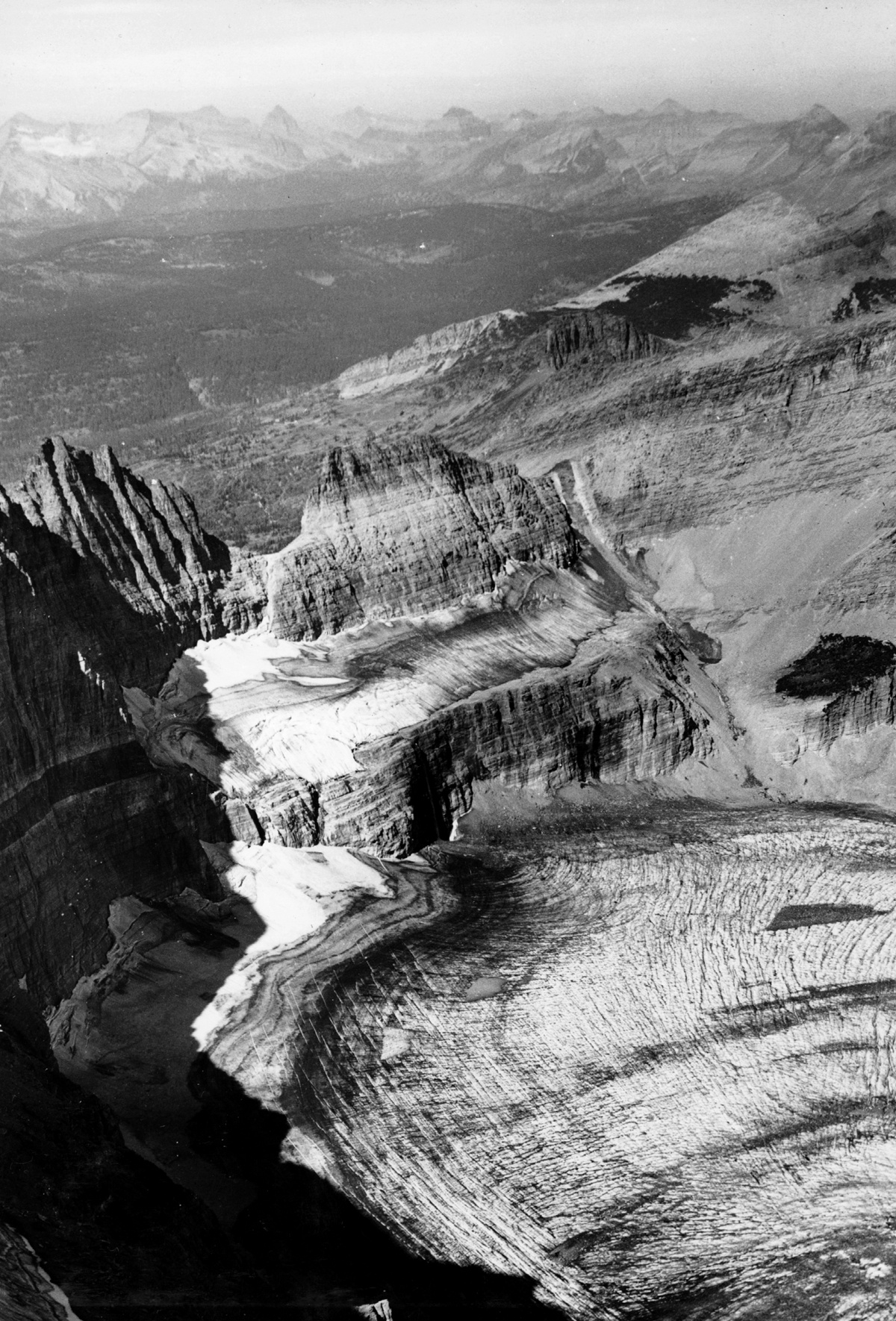
Image du glacier Grinnell prise par Hileman en 1938.

Une image du glacier Grinnell prise par Hileman en 1938 permet de documenter l'évolution de celui-ci depuis cette époque.